# Västra Mörtsjön, Uppland
Västra Mörtsjön är en sjö i Norrtälje kommun i Uppland och ingår i Skeboåns huvudavrinningsområde. Sjön har en area på 0,0659 kvadratkilometer och ligger 21 meter över havet. Sjön avvattnas av vattendraget Söderängsån.

## Delavrinningsområde
Västra Mörtsjön ingår i det delavrinningsområde (664245-164948) som SMHI kallar för Utloppet av Gisen. Medelhöjden är 21 meter över havet och ytan är 10,07 kvadratkilometer. Det finns inga avrinningsområden uppströms utan avrinningsområdet är högsta punkten. Söderängsån som avvattnar avrinningsområdet har biflödesordning 3, vilket innebär att vattnet flödar genom totalt 3 vattendrag innan det når havet efter 32 kilometer. Avrinningsområdet består mestadels av skog (69 procent). Avrinningsområdet har 1,13 kvadratkilometer vattenytor vilket ger det en sjöprocent på 11,2 procent.